# Цветочное (Оренбургская область)
Цветочное — село в Беляевском районе Оренбургской области в составе Буртинского сельсовета.

## География
Находится на расстоянии примерно 29 километров по прямой на запад от районного центра села Беляевка.

## Климат
Климат континентальный с холодной часто малоснежной зимой и жарким, сухим летом. Средняя зимняя температура −15,8 °C; Средняя летняя температура +21,2 °C. Абсолютный минимум температур −44 °C. Абсолютный максимум температур +42 °C. Среднегодовое количество осадков составляет 320 мм в год.

## История
Поселение было основано в 1914 году (по другим данным в 1916 году как хутор на отрубном участке). Первые поселенцы — немцы-колонисты с Украины. Впервые упоминается в переписной ведомости 1917 года по Актюбинскому уезду как Цветочный отрубной участок № 227 (13 домохозяев). На 1 января 1923 г. в хуторе Цветочное Оренбургского уезда Ключевской волости было 18 хозяйств с населением 106 человек. В 1928—1929 году организован колхоз им. Карла Маркса" (69 хозяйств), который просуществовал до 1957 года. В 1957 году колхоз им Карла Маркса влился в совхоз «Буртинский» и стал его отделением.

## Население
Постоянное население составляло 408 человек в 2002 году (русские 26 %, казахи 58 %), 294 человек в 2010 году.